# Imair Airlines
Imair Airlines (Azerbeidzjaans: İmair Hava Yolları) was een Azerbeidzjaanse luchtvaartmaatschappij met haar thuisbasis in Bakoe.

## Geschiedenis
Imair Airlines werd opgericht in 1994 als Improtex. Na een reorganisatie is Imair Airlines ontstaan als een divisie van Improtex.

## Diensten
Imair Airlines voerde per juli 2007 lijndiensten uit naar:
Almaty, Bakoe, Bodrum, Soergoet, Tasjkent

## Vloot
De vloot van Imair Airlines bestond op juli 2007 uit
- 2 Tupolev Tu-154M

Azal Avia Cargo · Azerbaijan Airlines · Silk Way Airlines · Sky Wind · SW Business Aviation

Opgeheven: Imair Airlines · Turan Air